# Naschi

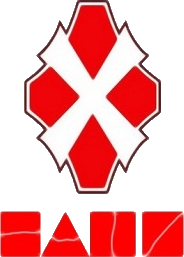
Logo der Naschi

Flagge der Naschi

Naschi (russisch Наши; zu deutsch: „Die Unseren“) war eine von der russischen Staatsführung 2005 gegründete und 2013 aufgelöste Jugendorganisation. Anfang 2008 verfügte sie über etwa 100.000 Mitglieder.
Als Ziel der Organisation galt die Unterstützung des politischen Kurses der Partei Einiges Russland von Präsident Wladimir Putin und Regierungschef Dmitri Medwedew. Sie war trotzdem kein offiziell anerkannter Jugendverband von Partei oder Regierung.
Gegner der Organisation nannten die Naschi in Anlehnung an die Hitler-Jugend auch Putin-Jugend. Es wurden auch Vergleiche gezogen zu der sowjetischen Jugendorganisation Komsomol.

## Geschichte

### Vorgängerorganisationen und Gründung
Kurz nach Amtsantritt Putins gründete Wassili Jakemenko, Angestellter in der Präsidialverwaltung und späterer Naschi-Vorsitzender, eine Jugendorganisation zur Unterstützung der Regierungspolitik unter dem Namen Iduschtschije wmeste (etwa „Gemeinsam Gehende“). Am 9. September 2001 entstand die ebenso ausgerichtete Jugendbewegung Jugendliche Einheit (russ.: Молодёжное единство; Molodjoschnoje jedinstwo) als Ableger von „Einiges Russland“ (Единая Россия, Jedinaja Rossija). Mangelnde Breitenwirksamkeit veranlasste vorerst zu einer Namensänderung in „Junge Garde des Einigen Russlands“ (Молодая Гвардия Единой России, Molodaja Gwardija Jedinoi Rossii). 2005 wurde unter dem Eindruck der „Rosenrevolution“ in Georgien und der „Orangen Revolution“ in der Ukraine die Organisation Naschi gegründet, um allfälligen (durch jene Ereignisse inspirierten) Protesten in Russland entgegenzutreten. Diese Strategie wird Wladislaw Surkow zugeschrieben.

### Höhepunkt der Naschi (2005–2007)

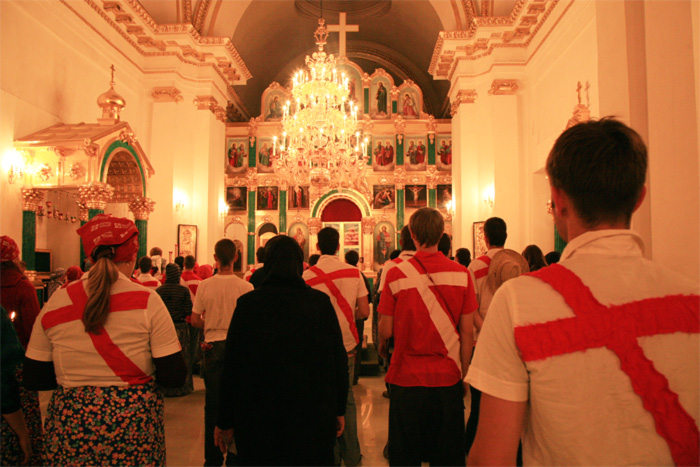
Naschi-Mitglieder in einer russisch-orthodoxen Kirche, 2007

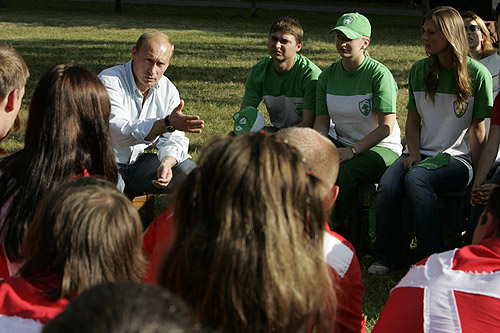
Wladimir Putin auf einer Naschi-Veranstaltung, 2007

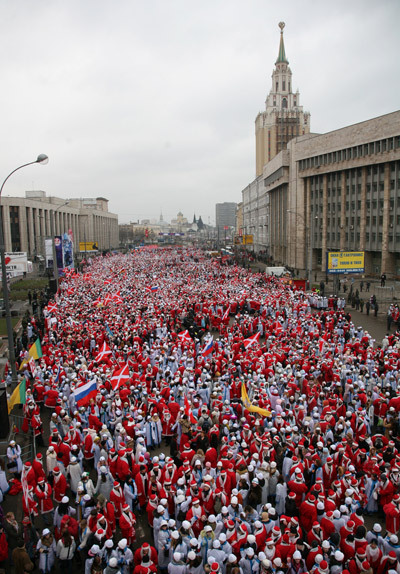
Naschi-Demonstration in Moskau, 2006

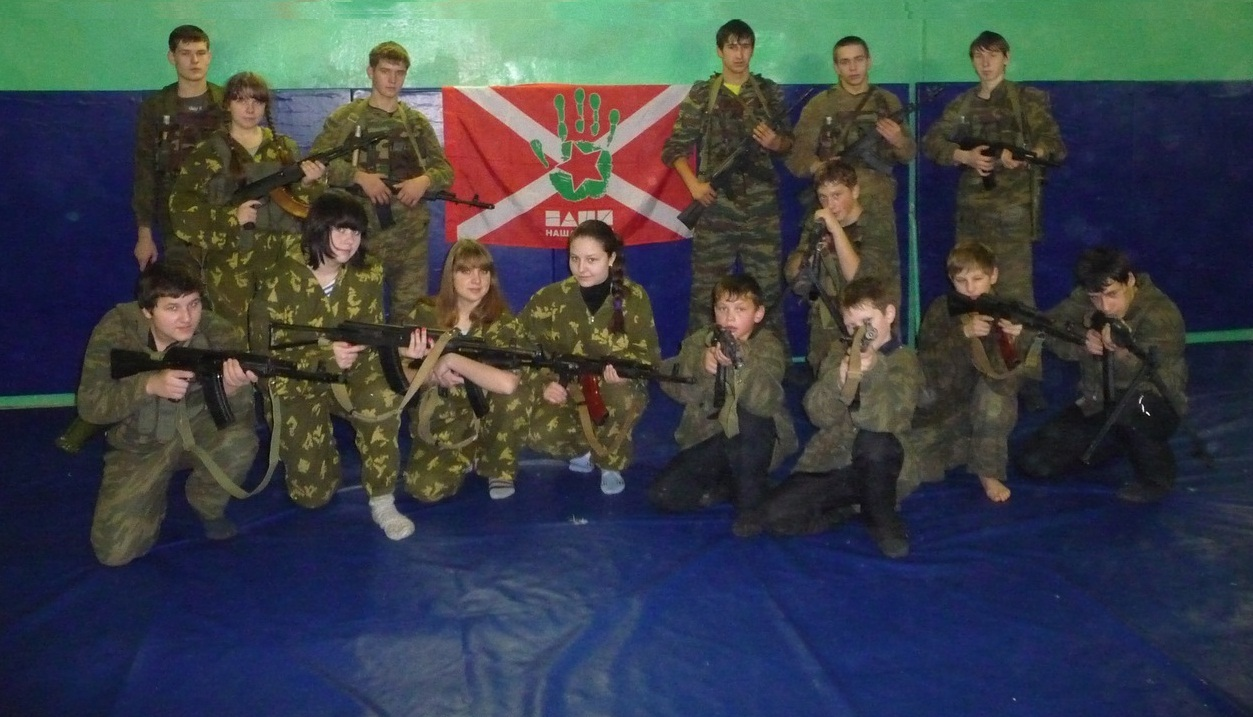
Nascha Armija (Unsere Armee), 2006 gegründet

Mitte Mai 2005 hatte Naschi seinen ersten öffentlichkeitswirksamen Auftritt an einem nationalen Gedenktag mit 50.000 Teilnehmern an einer Demonstration. Es folgte ein Sommerlager für mehrere tausend „Kommissare“ (= Funktionäre) der Naschi und ein Empfang von 20 der Teilnehmer auf Putins Datscha. Alles wurde über die regierungsnahen Fernsehsender übertragen und vom Umfeld der Regierung finanziert (Kostenpunkt von Demonstration und Lager rund 4 Millionen US-Dollar). Noch im Gründungsjahr wurde eine Führungsschule für den Funktionärsnachwuchs eröffnet. Bereits 2005 wurde Naschi durch die massive Unterstützung der Medien zur bekanntesten politischen Jugendorganisation Russlands.
Bei den Wahlen 2007 und 2008 plante Naschi Aktionen bei den Wahlen zur Duma und zum Präsidenten, nach eigenem Bekunden, um Störungen durch Liberale und Radikale zu verhindern. Zuletzt trat Naschi Ende April, Anfang Mai 2007 mit einer Blockade der estnischen Botschaft in Moskau aufgrund des Streits um die Umsetzung eines Denkmals für gefallene Soldaten der Roten Armee in Tallinn in Erscheinung. Naschi bekannte sich in diesem Zusammenhang später auch zu einer Cyber-Attacke auf die Webseite der estnischen Regierung 2007. – Vgl. dazu: Cyberwar.
Im November 2007 machte die Organisation im Zusammenhang mit der Haftentlassung und der anschließenden Ausreise des russischen Staatsbürgers Witali Kalojew aus der Schweiz auf sich aufmerksam. Kalojew hatte als Angehöriger von Opfern des Flugunglücks bei Überlingen im Jahre 2004 den diensthabenden Fluglotsen Peter Nielsen erstochen. Er wurde am Moskauer Flughafen Domodedowo von über 100 Aktivisten von Naschi begrüßt. Auf Plakaten war zu lesen: „Sie sind ein wahrer Mensch“. Der Ansicht der Organisation nach war Kalojews Handlungsweise vorbildlich. Im Januar 2008 trat Kalojew sein Amt als Vizebauminister der Republik Nordossetien an.

### Bedeutungsverlust und Ende (2008–2013)
Anfang 2008 wurde bekannt, dass die bislang recht großzügige Förderung der Organisation durch die Staatsführung stark gekürzt wird und von 50 örtlichen Büros in ganz Russland nur fünf übrig bleiben sollten. Beobachter nahmen an, dass die Regierung die Hauptaufgabe von Naschi, das Entstehen politischer Entwicklungen ähnlich denen der Orangen Revolution in der Ukraine und der georgischen Rosenrevolution zu verhindern, zunächst als erfüllt ansah. Auch das sich abzeichnende Scheitern der westlich orientierten Regierungskoalition in der Ukraine und die Entwicklungen in Georgien unter Präsident Micheil Saakaschwili hatten die Attraktivität der dortigen Umwälzungen für jüngere Russen geschmälert und die Notwendigkeit einer organisierten Gegenorganisation in der Jugend verringert. Weiterhin schade die Organisation nach Ansicht der Regierung dem Verhältnis zum Westen durch ihr nationalistisches und aggressives Auftreten.
Danach war Naschi durch eine erneute Blockade der estnischen Botschaft in Erscheinung getreten. Estlands Regierung war aufgrund dortiger Konflikte mit russischstämmigen Jugendlichen und ein Feindbild der Bewegung. Als Folge der Aktionen verhängte Estland und damit die EU (aufgrund des Schengener Abkommens) ein Einreiseverbot gegen alle Naschi-Mitglieder, was auch innerhalb der EU für Diskussionen sorgte, da ein solches Einreiseverbot üblicherweise gegen Terroristen oder Regierungen mit massiven Menschenrechtsverletzungen verhängt würde.
In einer weiteren Aktion forderte Naschi die Manager der Sberbank angesichts der Wirtschaftskrise zum Verzicht auf ihre Dollar-Boni auf und veranstaltete hierzu Streikposten. Unter dem Label Schapopalowa plante die Organisation ein „patriotisches“ Modelabel und „freiwillige Jugendbrigaden“ sollen die Jugendkriminalität bekämpfen, Beobachter vermuteten hinter den Jugendbrigaden auch ein Ordnungsinstrument innerhalb der Naschi. 2009 traten Naschi mit der Ankündigung in Erscheinung, vier westeuropäische Zeitungen (Le Monde, Frankfurter Rundschau, Independent und Le Journal de Dimanche) wegen deren Darstellung der Jugendbewegung zu verklagen.
2013 wurde die Organisation faktisch aufgelöst. Als Nachfolger gilt die zuvor schon parallel gegründete Molodaja Gwardija, die im Gegensatz zu Naschi jedoch auch offizieller Jugendverband der Partei Einiges Russland ist.

## Inhaltliches Profil

### Naschis Ziele
In ihrem Manifest bezeichneten sich „Die Unseren“ als „Antifaschisten“. Sie hatten zur Regierung und der dahinter stehenden Partei Einiges Russland eine staats- und regierungstragende Ausrichtung. Auch innerhalb deren Anhänger gehören sie zum nationalistischen, antiliberalen Flügel. Naschi gab sich dezidiert antiwestlich und vor allem antiamerikanisch sowie national-konservativ. Die Organisation lehnt Alkohol, Nikotin und Empfängnisverhütung durch Kondome ab. Sie unterstützt Ehen und Familiengründungen unter ihren Mitgliedern auch finanziell und sieht das als Teil des Kampfes der Regierung gegen die Überalterung Russlands. Auf Naschi-Treffen findet neben Freizeitaktivitäten vor allem eine politische Schulung der Funktionäre (bei Naschi „Kommissare“ genannt) statt sowie militärsportähnliche Übungen, die bei Naschigegnern besonders kritisch gesehen werden.
Die Beteiligung an den Aktivitäten galten zudem als Karrieremaschine für die Mitglieder.

### Gegner und Feindbilder
Erklärte Gegner sind liberale Jugendorganisationen wie z. B. Oborona sowie weitere oppositionelle Gruppierungen wie die Nationalbolschewistische Partei Russlands, die ebenfalls viele Jüngere anspricht. Eine Funktion von Naschi bei der Gründung war die Verhinderung des Übergreifens einer Orangen Revolution wie in der Ukraine auf Russlands Jugend. Russlandkritische Regime wurden in den „antifaschistischen“ Kampf der Organisation einbezogen und hierzu mit dem Faschismus in Verbindung gebracht. Es wurden in von Naschi herausgegebenen Medien aber auch die russische Neonazi-Szene und von dieser zu verantwortende gewalttätige Übergriffe auf Ausländer und Angehörige ethnischer Minderheiten thematisiert.
In der Rubrik „Bedrohungen für Russland“ wurden auf der Internetseite der Organisation verschiedene Stichpunkte genannt. Sortiert nach der Anzahl der dazu abrufbaren Artikel waren dies: das Vergessen der Geschichte (in Bezug auf den Zweiten Weltkrieg), politischer Extremismus jedweder Art, radikaler Nationalismus, Terrorismus, Korruption, Separatismus, Arbeitslosigkeit, die demographische Entwicklung, Alkoholismus, Verantwortungslosigkeit im Straßenverkehr, illegale Einwanderung, Drogen, die USA (meist in Bezug auf die US-Außenpolitik in Ostmitteleuropa und den Nachfolgestaaten der UdSSR), Georgien und Estland.

### Kritik an Naschi
Gegner der Organisation bezeichnen diese in Anlehnung an die Hitler-Jugend mit dem deutschen Wort Putin-Jugend (russisch путин-югенд) und deren Mitglieder in Anlehnung an die Faschisten als Naschisten (нашисты). Diesen Vergleich rechtfertigen sie mit nach ihrer Ansicht inhaltlichen und strukturellen Parallelen zwischen Naschi und der HJ (staatstragend, Militärsport, nationalistische Ziele u. a.). Die Naschi traten vor allem Mitte der 2010er Jahre betont provokant, wenn nicht aggressiv auf, haben sich jedoch in den letzten Jahren ihres Bestehens vom öffentlichen Erscheinungsbild gemäßigt. So trugen sie in ihrer Frühzeit öffentlich Plakate von Oppositionellen wie eine schwarze Liste auf Demonstrationen, warfen sie auf die Straße und trampelten darüber. Sie nannten öffentlich Namen von Oppositionellen in Schimpfreden.
Auch Gewalt gegen Eigentum von Oppositionellen ist belegt. Nicht direkt belegbar sind bislang aktive Ausschreitungen gegen einzelne Kritiker, jedoch besteht selbst unter ehemaligen Naschimitgliedern Klarheit über die Auftraggeber derartiger Ausschreitungen und Überfälle. Gegen derartige Berichterstattung europäischer Zeitungen wurde auch geklagt.
Innerrussisch kritisiert wurde Naschi wegen postulierter Ziele, die selbst auf den eigenen Treffen nicht eingehalten werden (z. B. Antialkoholismus), und wegen der Umweltverschmutzung durch das alljährliche große Camp. Auch führte das unseriöse Image von Naschi zu seinem Bedeutungsverlust und am Ende zur Auflösung des Verbandes, während der zeitweise konkurrierende regierungstreue Verband der Jungen Garde zurückhaltender auftrat und eher versucht politisch interessierte, regierungsnahe intellektuelle junge Erwachsene anzusprechen.

## Struktur und Finanzen
Naschi wurde von einem föderalen Vorstand aus fünf Mitgliedern geleitet, den sogenannten Bundeskommissaren. An dessen Spitze stand der Vorsitzende. Neben einer Versammlung auf Russlandebene gab es von 2005 bis 2007 auch ein jährliches russlandweites Jugendlager am Seligersee.
Neben der örtlichen gab es eine sachliche Gliederung nach Fachbereichen. Die Finanzierung erfolgte nicht nur über staatliche Gelder direkt, sondern auch aus den Chefetagen der einheimischen Industrie. Diese förderte die Arbeit des Jugendverbandes auch aus opportunistischen Gründen und im Wissen um das Wohlwollen der Regierung. Die genaue Zusammensetzung der Finanzierung von Naschi ist auch in Russland nicht öffentlich bekannt.